# Вараж
Вара́ж (фр. Varages, окс. Varatge) — коммуна на юго-востоке Франции в регионе Прованс — Альпы — Лазурный берег, департамент Вар, округ Бриньоль, кантон Сен-Максимен-ла-Сент-Бом.
Площадь коммуны — 35,11 км², население — 1059 человек (2006) с тенденцией к росту: 1137 человек (2012), плотность населения — 32,0 чел/км².

## Население
Население коммуны в 2011 году составляло — 1128 человек, а в 2012 году — 1137 человек.
| 1962 | 1968 | 1975 | 1982 | 1990 | 1999 | 2006 | 2008 | 2011 | 2012 |
| ---- | ---- | ---- | ---- | ---- | ---- | ---- | ---- | ---- | ---- |
| 726  | 829  | 772  | 766  | 902  | 880  | 1059 | 1111 | 1128 | 1137 |

Динамика населения:

## Экономика
В 2010 году из 688 человек трудоспособного возраста (от 15 до 64 лет) 422 были экономически активными, 266 — неактивными (показатель активности 61,3 %, в 1999 году — 62,3 %). Из 422 активных трудоспособных жителей работали 352 человека (199 мужчин и 153 женщины), 70 числились безработными (31 мужчина и 39 женщин). Среди 266 трудоспособных неактивных граждан 39 были учениками либо студентами, 116 — пенсионерами, а ещё 111 — были неактивны в силу других причин.
На протяжении 2010 года в коммуне числилось 533 облагаемых налогом домохозяйства, в которых проживало 1164,5 человека. При этом медиана доходов составила 15 тысяч 835 евро на одного налогоплательщика.